# 永晴
永晴（1995年—），是一名中国推理小說作家，中南林业科技大学会计学硕士，作品常发表于《岁月·推理》、《推理世界》、《超好看》等杂志。小说以外，永晴也会创作剧本杀的剧本。笔名叫做“永晴”，是因为他的真名拼音与英语的“Sunday”接近，而“Sunday”拆成“Sun”和“Day”以后，又仿佛是“晴天”的意思，所以他取了一个类似含义的笔名。

## 经历
永晴从中学时代就开始创作推理小说，多年来一直笔耕不辍。曾为腾讯出品的动画《中国好故事》撰写剧本，也曾担任电影《金陵神捕》的推理顾问。
永晴开始创作的契机，是读了林斯諺的推理小说《雨夜庄谋杀案》，大受感动。从此他读完了能找到的所有林斯諺的作品，并模仿林斯諺的风格写出了第一篇作品。虽然这部作品被永晴的母亲戏谑为“抄袭林斯諺”，但永晴并没有气馁，而是在读了更多推理小说后，逐渐找到了属于自己的风格，并从次走上了推理小说写作的道路。
2017年，作品《六度分隔》入围首届世界华语悬疑文学大赛。2018年，作品《猎凶》荣获编辑华斯比主办的华斯比推理小说奖。
在中国大陆剧本杀的热潮中，永晴开始创作剧本杀。截至目前（2020年4月），永晴已为其所属剧本杀工作室“乱神馆工作室”撰写了《无心之人》和《破壁之刃》两部剧本杀作品。
2020年，永晴的首部长篇推理小说《链爱》由新星出版社发行。
在个人生活上，永晴是一位悠悠球玩家，以及歌手LiSA的狂热粉丝。

## 小说

### 单行本
- 《链爱》 新星出版社（2020） ISBN 9787513339056

### 选集刊载
- 《护陵手记》刊载于《2017年中国悬疑小说精选》 长江文艺出版社（2018） ISBN 9787570200528
- 《猎凶》刊载于《2018年中国悬疑小说精选》 长江文艺出版社（2019） ISBN 9787570207336

### 单行本未收录
- “剧透屋”系列
  - 《护陵手记》刊载于《推理》2017.1
  - 《当时只道是寻常》刊载于《推理》2017.12
  - 《你的前桌》刊载于《推理》2017.6

- “十字花结社”系列（由推理作家永晴、拟南芥、许言、青稞和易诺共同执笔的系列。故事的舞台在一个叫做“十字花市”的架空城市中。）
  - 《第六种悠悠球花式》刊载于《推理世界》2017.7

- 非系列
  - 《恋爱的味道像氰化钾》刊载于《推理世界》2014.7A
  - 《前桌的你》刊载于《推理世界》2015.2A
  - 《推理作家的奇想》刊载于《推理世界》2015.6A
  - 《死行》刊载于《推理世界》2016.3A
  - 《六度分隔》刊载于豆瓣阅读

## 剧本杀
- 《无心之人》
- 《破壁之刃》

## 编剧
- 《中国好故事》（腾讯视频 2019）
- 《金陵神捕》（推理顾问 Bilibili 2019）

## 脚注
1. 1 2  刘莉. . 深圳晚报. 2020-07-22  [2021-04-03].
2. ↑  悬疑人. . 中国作家网. 2017-06-16  [2021-04-03].